# محمد إسحاق المدني
الشيخ محمد إسحاق بن مُنشي المدني كان عالما كبيرا وباحثا عظيما من الباكستان. كان شهيرا في عالم البحوث ومجالات التحقيق ببحوثه الجيدة الفريدة.

## احوال حياته
ولد محمد إسحاق المدني في اسرة متواضعة في فيصل أباد، بعد نيل الشهادة الثانوية فاز بالدرجة الأولى في كلية الحكومة ب فيصل اباد. قرأ أيضا فن الرياضيات والحساب، منذ الثانوية كان ميلان قلبه وفكره إلى العلوم الدينية، وكان حريصا شديدا على المطالعة والدراسة حتى كان يحرث أرضه وبيده كتاب يدرسه. فأتقن في اللغة العربية والفارسية والأردوية والإنكليزية لفهم الكتاب والسنة والشريعة الإسلامية، فقد منحه الله تعالى ذكاوة وفراسة. قرأ كتب النحو والصرف على مولوي نور محمد، وقرأ بعض كتب المنطق والفلسفة والفنون المختلفة على مولوي امداد الحق. أتقن في العربية وأدبها وعني عنايته بالبحث والتحقيق ودخل مجالاته.
كان محمد إسحاق المدني مؤيدا حاميا لإتحاد الأمة وانسجامها وداعيا إليه. وكان يتحدث عن قضايا الدين المختلفة باسلوبه الفريد الخاص، هوالباحث الوحيد في باكستان الذي كان يتحدث عن مسائل الشريعة واحكامها ويجادل مع الحكمة البالغة بالحجج المنطقية مع الدلائل الصحيحة. هذا هو السبب في انه كان بارزا في جيع مدارس الفكر من أهل السنة والتشيع. وكل نوع من أنواع أهل المسالك يستمعون إليه، وكان يخطب مع الاستمرار في مسجد قريته حتى عام 1983 من الميلاد. وبعد ذلك كان يتولى الخطابة في جامع كريميه ب فيصل اباد، وطار صيته في انحاء البلاد، وكثير من الناس يتاثرون من خطباته ويصلحون أنفسهم.

## الوفاة

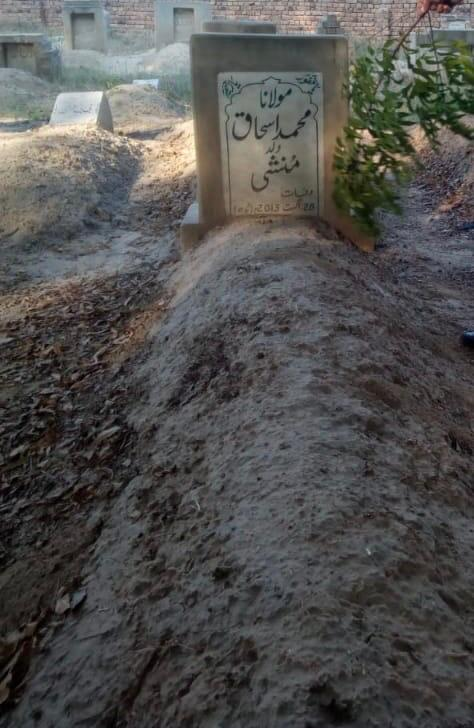
قبر إسحاق المدني، بلدة ملت، فيصل أباد

توفي محمد إسحاق المدني في يوم 21 شوال 1434 هجريا، الموافق 28 أغسطس 2013م.

## الأفكار
| الدِّينُ لا يُعَلِّمُ أحداً أنْ یَعْدُوَ عَلٰى الآخَرَ فَرِسَالَتِي هِيَ الحُبُّ، لا بُدَّ انْ یَصِلَ إلٰى العَالَم |
| —محمد إسحاق المدني                                                            |

كان محمد إسحاق المدني داعيا كبيرا إلى اتحاد الامة وانسجامها، لم يرد أي مسلك كل الرد بشدة. هذا هو السبب في أن أصحابه كانوا من جميع المسالك، كان يعتقد في محبة الدين ورسالتها. لم يسبقه مثله في عرض أحوال الحروب الإسلامية باسلوب حكيم مع الدلائل الصحيحة من الحديث والتاريخ في خطباته. وكان محبا عظيما ودفاعا كبيرا لأهل بيت النبي.

## الانتقادات
اعتاد محمد إسحاق المدني أن يتكلم في خطابه مع الحجج والدلائل ثم يسقيم عليه بقوة. لذلك بعض العلماء يشكو عليه وينتقد بأنه ليس من الشيعة والسنة، ولا ينتمي إلى فرقهم من السلفية والديوبندية وغيرهما من الفرق والمسالك. وكان الشيخ متواضعا صبورا، يلاقي كلا بابتسام الجبين ورفق القلب. كان زاهدا يشار اليه.